# Basankusu flygplats
Basankusu flygplats är en flygplats vid orten Basankusu i Kongo-Kinshasa. Den ligger i provinsen Équateur, i den nordvästra delen av landet, 800 km nordost om huvudstaden Kinshasa. Basankusu flygplats ligger 371 meter över havet. IATA-koden är BSU och ICAO-koden FZEN. Basankusu flygplats hade 70 starter och landningar, samtliga inrikes, med totalt 194 passagerare, 5 ton inkommande frakt och mindre än 1 ton utgående frakt 2015.